# جک بیلی (بازیکن فوتبال، زاده ۱۹۲۱)
جک بیلی (انگلیسی: Jack Bailey; ۱۷ ژوئن ۱۹۲۱ – ۳۱ دسامبر ۱۹۸۶) بازیکن فوتبال اهل بریتانیا بود.
از باشگاه‌هایی که در آن بازی کرده‌است می‌توان به باشگاه فوتبال بریستول سیتی اشاره کرد.